# Heilpädagogisches Zentrum Krefeld – Kreis Viersen
Das Heilpädagogische Zentrum Krefeld – Kreis Viersen gGmbH (hpz) besteht aus Werkstätten, die Menschen mit geistigen Behinderungen und psychischen Erkrankungen Arbeitsplätze als Reha-Maßnahme bietet.
Das hpz wurde 1967 als gemeinnützige Gesellschaft mit Sitz in Tönisvorst-Hochbend im Kreis Viersen gegründet, um Menschen mit Behinderungen in Werkstätten eine angepasste Arbeit zu ermöglichen. Heute betreibt das hpz an neun Standorten in der Stadt Krefeld und im Kreis Viersen verschiedene Werkstätten für behinderte Menschen mit rund 2000 Betreuungsplätzen, unterstützt von 450 Fachkräften. Die etwa 50 Dienstleistungen reichen von Garten – und Landschaftsbau über Großwäscherei-Dienstleistungen bis zu maschineller Zerspanung. Dazu kommen die Frühförderung und eine Heilpädagogische Kindertagesstätte. Das hpz hat fünf Gesellschafter: Stadt Krefeld, Kreis Viersen, die Lebenshilfe e.V. im Kreis Viersen und in Krefeld sowie der Verein für Körper- und Mehrfachbehinderte e. V. Krefeld.

## Basisdaten
- Heilpädagogisches Zentrum Krefeld – Kreis Viersen gGmbH, auch hpz genannt
- Gegründet: 17. März 1967
- Gesellschaftsform: gGmbH
- Mitarbeiter. ca. 2.000
- Fachkräfte: 450 pädagogische, heilpädagogische und pflegerische Fachkräfte sowie Meister des Handwerks oder der Industrie mit einer sonderpädagogischen Zusatzausbildung.
- Standorte: 9 im Stadtgebiet Krefeld sowie verteilt auf den Kreis Viersen.

## Geschichte
Die Anfänge der Werkstätten des hpz gehen auf die 1960er Jahre zurück, als sich die Arbeitsgemeinschaft „Heilpädagogisches Zentrum“ bildete. Sie setzte sich zusammen aus Sonderpädagogen, Eltern, Paritätischem Wohlfahrtsverband NRW, Lebenshilfe Krefeld sowie dem Verein zur Förderung und Betreuung spastisch Gelähmter und anderer Körperbehinderter, Krefeld. Behinderten Schulabgängern sollte durch Arbeit Teilhabe am gesellschaftlichen Leben ermöglicht werden. Neben einer heilpädagogischen Kindertagesstätte sollte auch eine Werkstatt für Menschen mit Behinderung eingerichtet werden. So wurde 1973 in Grefrath-Vinkrath mit 60 Werkstattplätzen begonnen. Im August 1977 konnte der Neubau der Heilpädagogischen Werkstätten in Tönisvorst/Hochbend mit 280 Plätzen in Betrieb genommen werden, wo auch heute noch der Sitz der zentralen Verwaltung des hpz ist. Seitdem wurden die Werkstätten und Angebote des hpz im Kreisgebiet Viersen sowie im Stadtgebiet Krefeld erweitert. Die ansteigende Zielgruppe der Menschen mit psychischen Erkrankungen finden Arbeitsplätze in eigenen Werkstätten des hpz-Tochterunternehmens „impuls“ in Viersen, Kempen, Tönisvorst und Krefeld.

## Aufgaben
Das hpz versteht sich als Interessenvertretung und als Förderer von Menschen mit geistigen Behinderungen, mit schwerstmehrfachen Behinderungen und mit psychischen Erkrankungen. Das hpz folgt der Aufgabe, die Teilhabe behinderter Menschen an der Arbeitswelt zu fördern und voranzubringen sowie ihre Integration bzw. Inklusion in die Gesellschaft zu fördern.

## Besonderheiten
Die duale Führung der Werkstätten durch eine Produktionsfachkraft und einen Pädagogen ist eine Besonderheit im hpz. Sie dient dazu, die Ziele Pädagogik und Rehabilitation auf der einen, Produktorientierung auf der anderen Seite im Arbeitsalltag auszutarieren. Dieser Ansatz, eine Balance zwischen Pädagogik und Wirtschaftlichkeit zu erzielen, würde auch auf andere Werkstätten angewandt.

## Spezielle Angebote
Seit 1980 erfolgte die Einrichtung von Werkstätten für schwerst- und mehrfach behinderte Menschen im Arbeitsbereich Sonderpädagogische Betreuung (ASB) sowie der Arbeitsbereich für Soziale Integration (ASI) für Menschen mit Verhaltensauffälligkeiten und Eingliederungsproblemen. Im Vergleich zu anderen Werkstätten in der Region ist heute der Anteil dieser Mitarbeiter mit fast 35 Prozent relativ hoch. Das System der Integration schwerstmehrfach behinderter Menschen unter dem Dach der Werkstätten gibt es nur in Nordrhein-Westfalen. In den anderen Bundesländern gibt es dafür die Einrichtung von Tagesförderstätten.

## Einrichtungen
- Heilpädagogische Kindertagesstätte und mobile und Interdisziplinäre Frühförderung – in den Städten Krefeld und Viersen
- Werkstätten für Menschen mit geistigen, körperlichen und mehrfachen Behinderungen an insgesamt fünf Standorten
- impuls-Werkstätten für Menschen mit psychischen Erkrankungen an vier Standorten

## Dienstleistungen
Das hpz bietet für Industrie, Handwerk, Handel und Verwaltung Dienstleistungen wie Konfektionierung, Metall- und Holzbearbeitung, Montage, Elektromontage, Acrylbearbeitung, Verpackung, Versand, Garten- und Landschaftspflege. Darüber hinaus verfügt das hpz über Dienstleistungsbetriebe wie die Großwäscherei in Krefeld-Uerdingen, die Vierfarb-Offset-Druckerei mit Buchbinderei bei „impuls“ in Kempen, eine Fahrradreparatur für Unternehmensflotten und privat in Krefeld, sowie ein Lager- und Logistikzentrum in Nettetal-Breyell. Das hpz hat sich mit seinem Arbeitsangebot so aufgestellt, dass es mit kleinen wie großen Unternehmen zusammenarbeiten kann.